# Bohodarivka, Lubnî
Bohodarivka (în ucraineană Богодарівка) este un sat în comuna Ostapivka din raionul Lubnî, regiunea Poltava, Ucraina.

## Demografie
Componența lingvistică a localității Bohodarivka
     Ucraineană (95,24%)
     Rusă (2,72%)
     Belarusă (1,02%)
     Alte limbi (0,34%)
Conform recensământului din 2001, majoritatea populației localității Bohodarivka era vorbitoare de ucraineană (95,24%), existând în minoritate și vorbitori de rusă (2,72%) și belarusă (1,02%).